# 道の駅那須与一の郷
道の駅那須与一の郷（みちのえき なすのよいちのさと）は、栃木県大田原市にある国道461号の道の駅である。2004年（平成16年）に開館した。

## 施設
那須与一にちなみ、各施設は扇型の屋根になっている。
- 駐車場（普通車89台、大型車3台、身体障害者用2台）
- トイレ（男7、女5、多目的トイレ2）
- 公衆電話
- 情報館（9:00 - 18:00）
- 加工・物産品館（9:00 - 17:00）
- 農産物直売館（9:00 - 17:00）
- レストラン館
  - 扇亭（10:30 - 16:00）
  - 菜味処 真扇（10:00 - 16:00）
- 与一伝承館（9:00 - 17:00）
- 多目的ホール（9:00 - 22:00）
- 竹のギャラリー（9:00 - 17:00）

## 与一伝承館
屋島の合戦で那須与一が扇の的を射抜いたシーンを映像とからくり人形により再現するとともに、那須家伝来の宝物をはじめとする歴史資料を展示する施設である。
那須与一の一族の子孫と伝えられるのが那須氏であり、下野国の戦国領主、江戸時代の大名、さらには旗本として明治維新を迎えた。戦後、農地改革により没落状態となっていた那須家の当主が、昭和24年に起きた弘前大学教授夫人殺人事件にからんで懲役15年の刑を言い渡された那須隆であるが、那須は冤罪を訴え続けた。この事件については真犯人が名乗り出たことによって那須に対する再審が認められ、1976年（昭和51年）に那須は無罪となった。冤罪を晴らした那須は、「那須与一の郷」の与一伝承館が開館される際、残されていた家宝など701点を大田原市へ寄託し、2007年（平成19年）10月の「与一伝承館」の開館とともにその名誉館長を委嘱された（翌年1月24日死去）。

## アクセス
- 国道461号
  - 栃木県道170号親園南金丸線

## 駅周辺
- 大田原市立金田南中学校
- 大田原市立金丸小学校